# Тимашев, Леонид Петрович
Леонид Петрович Тимашев (1864—1932) — русский военный  деятель, генерал-майор  (1915), генерал-лейтенант (1918). Герой Первой мировой войны.

## Биография
В 1882 году вступил в службу после окончания Оренбургского Неплюевского кадетского корпуса. В 1884 году после окончания Александровского военного училища произведён в хорунжие, в 1885 году в сотники, в 1891 году в подъесаулы, служил в Оренбургских казачьих полках.  
С 1896 года после окончания Николаевской академии Генерального штаба по I разряду, штабс-капитан гвардии с переименованием в капитан Генерального штаба, обер-офицер Оренбургского казачьего училища. В 1900 году произведён в есаулы. С 1903 года и.д. старшего адъютанта войскового штаба Оренбургского казачьего войска. С 1906 года переименован в подъесаулы и есаулы гвардии с направлением в Сводно-Казачий лейб-гвардии полк, командир 2-й Оренбургской казачьей сотни. С 1911 года полковник, командир Отдельного Оренбургского казачьего дивизиона. С 1912 года командир 1-го Оренбургского казачьего полка. 

С 1914 года участник Первой мировой войны в составе своего полка. С 1915 года генерал-майор, командир 2-й бригады 10-й кавалерийской дивизии. С 1917 года командующий 2-й Оренбургской казачьей дивизии. 3 февраля 1915 года  за храбрость был награждён Орденом Святого Георгия 4-й степени: 
За то, что в бою 8 августа 1914 года у села Ярославице лично повёл в пешем строю в атаку свой полк, выбил из двух деревень 5 неприятельских рот, захватил с боя 2 пулемёта и тем содействовал конной атаке 10-й кавалерийской дивизии
25 августа 1916 года был награждён Георгиевским оружием: 
За то, что в бою 06.06.1916 на р. Серет, где с двумя кавалерийскими полками и артиллерийской батареей вышел по горной дороге во фланг австрийцев и выбил их из 2-х населенных пунктов, захватив более 100 пленных
После Октябрьской революции 1917 года участник Белого движения. С 1918 года генерал-лейтенант, начальник УУЗ и главный начальник  Оренбургского военного округа. В 1920 году взят в плен под Красноярском. С 1922 года служил в РККА. В 1926 г. за службу в белой армии был лишён избирательных прав. Однако после представления личных ходатайств и на основании соответствующего постановления Омской городской избирательной комиссией от 16 декабря 1926 г. Л. П. Тимашев был восстановлен в избирательных правах. После смерти супруги  в 1928 г. Леонид Петрович переехал к сыну Сергею, жившему тогда в Москве. В 1932 г. Леонид Петрович Тимашев ушел из жизни. Его прах был захоронен на Ваганьковском кладбище.

## Награды
- Орден Святого Станислава 3-й степени  (1898)
- Орден Святой Анны 3-й степени (1903)
- Орден Святого Станислава 2-й степени  (1906; Мечи к ордену — ВП 11.01.1916)
- Орден Святой Анны 2-й степени  (1909)
- Орден Святого Владимира 4-й степени  (1912)
- Орден Святого Владимира 3-й степени с мечами (ВП 19.11.1914)
- Орден Святого Георгия 4-й степени (ВП 03.02.1915)
- Орден Святого Станислава 1-й степени  с мечами (ВП 02.09.1915)
- Орден Святой Анны 1-й степени с мечами (ВП 02.06.1916)
- Георгиевское оружие (ВП 25.08.1916)
- Орден Святого Владимира 2-й степени с мечами (ВП 07.05.1915)